# Charles Inslee
Charles Inslee (New York, gennaio 1870 – settembre 1922) è stato un attore statunitense.

## Biografia
Nato a New York nel 1870, Charles Inslee apparve nel corso della sua carriera di attore in 156 film. Il suo esordio cinematografico risale al 1908 in Skinner's Finish, un cortometraggio di Edwin S. Porter prodotto dalla Edison. Passò poi alla Biograph con una particina in At the Crossroads of Life, uno dei pochi cortometraggi diretti da Wallace McCutcheon Jr., che poi lasciò il suo posto a D.W. Griffith. Con Griffith a capo dello studio, Inslee girerà numerosi film.
Nel 1909, l'attore diresse The True Heart of an Indian per la Bison Motion Pictures, la sua unica prova come regista. Lavorò poi con Mack Sennett, Roscoe 'Fatty' Arbuckle e Mabel Normand alla Keystone Film Company.
L'ultimo film dove apparve il nome di Charles Inslee è The Adventures of Tarzan (1921), un serial in 15 episodi dove Elmo Lincoln interpretò il ruolo di Tarzan e Inslee quello del professor Porter.

## Filmografia

### Attore (parziale)
- Skinner's Finish, regia di Edwin S. Porter – cortometraggio (1908)
- At the Crossroads of Life, regia di Wallace McCutcheon – cortometraggio (1908)
- The Adventures of Dollie, regia di David W. Griffith e G.W. Bitzer – cortometraggio (1908)
- The Face on the Bar-Room Floor, regia di Edwin S. Porter – cortometraggio (1908)
- The Red Man and the Child, regia di David W. Griffith – cortometraggio (1908)
- Deceived Slumming Party, regia di David W. Griffith – cortometraggio (1908)
- The Bandit's Waterloo, regia di David W. Griffith – cortometraggio (1908)
- A Calamitous Elopement, regia di David W. Griffith – cortometraggio (1908)
- The Greaser's Gauntlet, regia di David W. Griffith – cortometraggio (1908)
- The Man and the Woman, regia di David W. Griffith – cortometraggio (1908)
- For Love of Gold, regia di David W. Griffith – cortometraggio (1908)
- Behind the Scenes, regia di David W. Griffith – cortometraggio (1908)
- One Touch of Nature, regia di David W. Griffith – cortometraggio (1909)
- The Salvation Army Lass, regia di D.W. Griffith – cortometraggio (1909)
- The Deception, regia di David W. Griffith – cortometraggio (1909)
- The Necklace, regia di D. W. Griffith – cortometraggio (1909)
- A Burglar's Mistake , regia di David W. Griffith – cortometraggio (1909)
- The Trap (1914)
- Ham at the Garbage Gentleman's Ball, regia di Chance Ward – cortometraggio (1915)
- Diana of the Farm, regia di William Beaudine (1915)
- Pay Your Dues, regia di Vincent Bryan e Hal Roach (1919)
- His Only Father, regia di Hal Roach e Frank Terry (1919)
- Over the Ocean Waves
- A Lyin' Tamer
- Cold Steel, regia di Sherwood MacDonald (1921)
- Piste disperate (Desperate Trails), regia di Jack Ford (John Ford) (1921)
- The Man Who Woke Up, regia di Lee Kohlmar – cortometraggio (1921)
- Valley of the Rogues
- The Adventures of Tarzan serial di Robert F. Hill e Scott Sidney (1921)

### Regista
- The True Heart of an Indian (1909)